# Peter Šinglár
Peter Šinglár (nascut el 24 de juliol de 1979) és un futbolista eslovac que actualment juga de defensa pel Wisla Krakow.